# ПРОІГРИ
«ПРОІГРИ» — український мультиплатформовий pdf-журнал про відеоігри; виходив українською мовою. Проіснував з лютого 2013 по жовтень 2013 року. Журнал також мав вебсторінку www.проігри.net, де публікувалися новини відеоіндустрії та огляди ігор.

## Історія
Перший випуск був опублікований 24 лютого 2013 року на сайтах ukrstreet.net та проігри.net. Обсяг — 11 сторінок. Всього вийшло 6 випусків журналу: №1 (Лютий 2013) по №6 (Червень 2013).

## Рубрикація
Нижче наведено список постійних рубрик журналу:
- «Новинка» — добірка новин про ігри, які недавно вийшли, або скоро вийдуть
- «Зіграємо» — огляд нових ігор
- «Олдскул» — опис ігор, які увійшли в історію індустрії
- «Ігри для мобільних платформ» — огляд ігор для мобільних платформ
- «Техно новини» — добірка новин ігрових технологій
- «Більше цікавого» — дати релізів ігор та опис інді гри

## Редакційний склад
Редакція журналу станом на березень 2013 року:
- Михайло Гнатюк — координатор проекту
- Володимир Вітовський — головний редактор